# Żegnaj, Don Glees!
Żegnaj, Don Glees! (jap. グッバイ、ドン・グリーズ! Gubbai, Don Gurīzu!) – japoński film animowany z 2022, stworzony przez studio Madhouse i wydany przez Kadokawa Daiei Studio (oddział Kadokawa Corporation). Reżyserką i autorką scenariusza była Atsuko Ishizuka, muzykę skomponował zaś Yoshiki Fujisawa. W Polsce pokazy filmu miały miejsce podczas festiwalu Ale Kino! 2022.
Produkcja była nominowana do szeregu nagród, m.in. do nagrody Najlepszego Filmu na Międzynarodowym Festiwalu Filmów Animowanych w Annecy w 2022, nagrody Najlepszego Filmu Animowanego na Asia Pacific Screen Awards w 2022 i Nagrody Filmowej Mainichi dla Najlepszego Filmu Animowanego w 2023.

## Obsada
| Postać                   | Seiyū          |
| ------------------------ | -------------- |
| Rōma Kamogawa            | Natsuki Hanae  |
| Hokuto „Toto” Mitarai    | Yūki Kaji      |
| Shizuku „Drop” Sakuma    | Ayumu Murase   |
| Chibori „Tivoli” Urayasu | Kana Hanazawa  |
| Mako Kamogawa            | Rino Sashihara |
| Tarō Kamogawa            | Atsushi Tamura |